# Sudnobudivna (stanice metra v Kyjevě)
Sudnobudivna (ukrajinsky Суднобудівна), nebo také podle konceptního názvu Havaň (ukrajinsky Гавань) bude stanice kyjevského metra na Podilsko-Vyhurivské lince. Stanice se bude nacházet na Podilském mostě, na Rybářském poloostrově.

## Charakteristika
Stanice je nadzemní, kdy pilíře rozdělují nástupní hranu od střední lodě stanice. Stanice bude obsahovat pouze jeden vestibul, který se nachází 10m pod stanicí metra a bude ústit do ulice Elektrykivské. Vestibul bude propojen eskalátory. Vzhled stanice bude podobný stanicím Truchaniv ostriv a Zatoka Desenka. 
Kolejová zeď stanice bude z skleněných panelů, které tak uzavřou stanici a ochrání pasažéry před povětrnostními podmínkami.
V roce 2020 se začal stavět první úsek mezi stanicemi Hlybočycka a Rajdužna. Stanice má postavené základní struktury.